# Перуанська улоговина
Перуанська улоговина — підводна улоговина в східній частині Тихого океану, розташована між підводними схилами Південної Америки на сході та Східно-Тихоокеанським підняттям на заході.
Дно улоговини є складно розчленованою горбисту рівнину шириною близько 2000 км. Осадові породи дна — червоні глибоководні глини та форамініферові мули. Переважаючі глибини — 4400 м, максимальна — 5660 м.